# ミッシェル・バーガー
ミッシェル・バーガー（Michelle Burgher、1977年3月12日 - ）は、ジャマイカの陸上競技選手。2004年アテネオリンピックの銅メダリストである。キングストン出身。

## 経歴
バーガーは、元は走高跳の選手であったが、高校時代に400mに転向。1996年のシドニーで行われた世界ジュニア陸上選手権には4×400mのメンバーとして出場している。
2000年シドニーオリンピックでも4×400mリレーの選手として、予選のみに出場。ジャマイカの第3走者として同国の銀メダル獲得に貢献した。また、2001年のエドモントンの世界選手権でも4×400mリレーで予選のみの出場で、シドニーと同じく銀メダルの獲得に貢献した。2004年にブダペストで開催された世界室内陸上では400mに出場しているが予選で敗退。しかし同年夏のアテネオリンピックでは、4×400mリレーに出場し、3分22秒00で、アメリカ、ロシアに次いで3位に入り銅メダルを獲得した。
バーガーは、2008年からインディアナ大学ペンシルベニア校のコーチとして選手の指導に当たっている。

## 自己ベスト
- 400m - 51秒88 (2004年6月27日:キングストン)

## 主な実績
| 年   | 大会           | 場所                     | 種目         | 結果    | 記録      |
| ---- | -------------- | ------------------------ | ------------ | ------- | --------- |
| 2000 | オリンピック   | シドニー(オーストラリア) | 4×400mリレー | 2位(sf) | 3分25秒65 |
| 2001 | 世界陸上選手権 | エドモントン(カナダ)     | 4×400mリレー | 2位(sf) | 3分24秒87 |
| 2003 | 世界陸上選手権 | パリ(フランス)           | 4×400mリレー | 1位(sf) | 3分26秒22 |
| 2004 | オリンピック   | アテネ(ギリシャ)         | 4×400mリレー | 3位     | 3分22秒00 |

- sfは予選